# 12583 Buckjean
12583 Buckjean este un asteroid din centura principală de asteroizi.

## Descriere
12583 Buckjean este un asteroid din centura principală de asteroizi. A fost descoperit pe 11 septembrie 1999 la High Point de Dennis K. Chesney. El prezintă o orbită caracterizată de o semiaxă mare de 2,98 ua, o excentricitate de 0,07 și o înclinație de 10,9° în raport cu ecliptica.